# Kbc 열린TV 시청자세상
《kbc 열린TV 시청자세상》은 kbc TV에서 매월 마지막주 토요일 오전 9시 10분부터 방송되는 광주·전남지역의 TV 비평 옴부즈맨 프로그램이다.

## 진행자
- 김기태, 신재은

## 프로그램 소개
- 시청자위원에게 듣는다 : 매월 방송한 프로그램중 3~4개 프로그램을 선정해 프로그램 모니터 평가를 시청자위원에게 들어본다.
- 시청자 모니터 보고서 : 매월 방송한 프로그램 전체를 모니터 요원이 분석해 프로그램 내용에 관한 의견을 제시하고 시정을 통해 프로그램의 내용 향상을 도모한다.
- 출동 현장속으로 : 광주방송에서 제작하고 있는 프로그램의 제작 현장을 찾아가 생생한 제작 과정을 시청자들에게 전달한다.

## 경쟁 프로그램
- 탐나는 TV (MBC TV)
- 열린TV 시청자세상 (SBS TV)
- TV비평 시청자데스크 (KBS 1TV)
- 시청자 의회 (JTBC)
- 채널A 시청자 마당 (채널A)
- 열린비평 TV를 말하다 (TV조선)
- 열린TV 열린세상 (MBN)
- YTN 시민데스크 (YTN)
- 클릭 KNN 시청자 세상 (KNN)
- 열린TBC (TBC)
- G1 열린TV 시청자세상 (G1방송)